# Friedrich-Wilhelm Junge
Pour les articles homonymes, voir Junge.
Friedrich-Wilhelm Junge, né le 15 juillet 1938 à Schwerin et mort le 20 février 2025, est un acteur allemand.

## Biographie
Friedrich-Wilhelm Junge naît le 15 juillet 1938 à Schwerin où il passe son Abitur.
Après avoir terminé ses études d'art dramatique en 1960, il est engagé entre autres dans les théâtres de Rudolstadt, Plauen et Dresde.
En outre, il est apparaît dans quelques films de la DEFA, par exemple dans Die vertauschte Königin.
En 1988, il fonde le Dresdner Brettl, dont il est le directeur artistique jusqu'en 2005.
Il s'engage pour la reconstruction de la synagogue de Dresde.
Friedrich-Wilhelm Junge meurt le 20 février 2025 âgé de 86 ans.
Il reçoit le Prix d'art de la ville de Dresde en 1999.